# Agnelo Rossi
Agnelo Rossi (Campinas, 4 maggio 1913 – Indaiatuba, 21 maggio 1995) è stato un cardinale e arcivescovo cattolico brasiliano.

## Biografia
Nacque nel quartiere di Joaquim Egídio nella città di Campinas (stato di San Paolo) con il nome "Aniello", più tardi modificato. Figlio di emigrati italiani, Vincenzo Rossi e Vittoria Colombo, entrambi originari del comune di Lagonegro (Basilicata). 
Fu ordinato sacerdote il 27 marzo 1937 ed eletto vescovo di Barra do Piraí-Volta Redonda il 5 marzo 1956, consacrato il 15 aprile dello stesso anno.
Fu promosso arcivescovo di Ribeirão Preto il 6 settembre 1962 e due anni più tardi nominato arcivescovo di San Paolo dal 1º novembre 1964.
Papa Paolo VI lo elevò al rango di cardinale nel concistoro del 22 febbraio 1965. Fu prefetto della Congregazione per l'evangelizzazione dei popoli (Propaganda fide) dal 1970 al 1984; tra i suoi più stretti collaboratori vi fu il frate cappuccino Pellegrino Tomaso Ronchi, poi vescovo di Città di Castello.
Il 19 dicembre 1986 divenne decano del collegio cardinalizio e prese possesso del titolo della sede suburbicaria di Ostia.
Morì il 21 maggio 1995 all'età di 82 anni.

## Genealogia episcopale e successione apostolica
La genealogia episcopale è:
- Cardinale Scipione Rebiba
- Cardinale Giulio Antonio Santori
- Cardinale Girolamo Bernerio, O.P.
- Arcivescovo Galeazzo Sanvitale
- Cardinale Ludovico Ludovisi
- Cardinale Luigi Caetani
- Cardinale Ulderico Carpegna
- Cardinale Paluzzo Paluzzi Altieri degli Albertoni
- Papa Benedetto XIII
- Papa Benedetto XIV
- Papa Clemente XIII
- Cardinale Bernardino Giraud
- Cardinale Alessandro Mattei
- Cardinale Pietro Francesco Galleffi
- Cardinale Giacomo Filippo Fransoni
- Cardinale Carlo Sacconi
- Cardinale Edward Henry Howard
- Cardinale Mariano Rampolla del Tindaro
- Cardinale Rafael Merry del Val
- Arcivescovo Duarte Leopoldo e Silva
- Arcivescovo Paulo de Tarso Campos
- Cardinale Agnelo Rossi

La successione apostolica è:
- Vescovo José Lafayette Ferreira Álvares (1965)
- Vescovo Bruno Maldaner (1966)
- Cardinale Paulo Evaristo Arns, O.F.M. (1966)
- Cardinale Lucas Moreira Neves, O.P. (1967)
- Vescovo Máximo André Biennès, T.O.R. (1968)
- Arcivescovo Godefroid Mukeng’a Kalond, C.I.C.M. (1971)
- Vescovo Paolo Vieri Andreotti, O.P. (1972)
- Vescovo Miguel Irizar Campos, C.P. (1972)
- Vescovo Thomas Nkuissi (1973)
- Vescovo Paul Huỳnh Đông Các (1974)
- Vescovo Dominique Nguyễn Văn Lãng (1974)
- Vescovo Nicolas Huỳnh Văn Nghi (1974)
- Cardinale Alexandre José Maria dos Santos, O.F.M. (1975)
- Vescovo Januário Machaze Nhangumbe (1975)
- Vescovo Pio Yukwan Deng (1975)
- Vescovo Joseph Abangite Gasi (1975)
- Cardinale Gabriel Zubeir Wako (1975)
- Arcivescovo Joseph Ti-kang (1975)
- Vescovo Joseph Wang Yu-jung (1975)
- Cardinale John Baptist Wu Cheng-chung (1975)
- Vescovo Edmund Joseph Fitzgibbon, S.P.S. (1976)
- Vescovo Giovanni Bernardo Gremoli, O.F.M.Cap. (1976)
- Arcivescovo Giulio Einaudi (1977)
- Vescovo Sixto José Parzinger Foidl, O.F.M.Cap. (1978)
- Arcivescovo Thomas Anthony White (1978)
- Vescovo José Luis Serna Alzate, I.M.C. (1978)
- Arcivescovo Pablo Puente Buces (1980)
- Vescovo Domenico Crescentino Marinozzi, O.F.M.Cap. (1982)
- Vescovo Joseph Kingsley Swampillai (1983)